# Liste der Naturdenkmale in Viernheim
Die Liste der Naturdenkmale in Viernheim nennt die im Gebiet der Stadt Viernheim im Landkreis Bergstraße in Hessen gelegenen Naturdenkmale.

## Liste
| Bild | Bezeichnung                                             | Ortsteil, Lage                            | Beschreibung                                                                                                | Art         | Nr.       |
| ---- | ------------------------------------------------------- | ----------------------------------------- | --- | ----------- | --------- |
| BW   | Wingertsbuckel, Viernheimer Düne                        | Viernheim 49° 31′ 12,6″ N, 8° 33′ 48,3″ O | Die pleistozäne Düne ist von naturgeschichtlichem Wert als Dünenrelikt und Sandrasenbiotop.                 |             | 431.20-12 |
| BW   | Wilbrand-Eiche (Quercus robur)                          | Viernheim 49° 34′ 58,9″ N, 8° 34′ 59″ O   | Stieleiche von ungewöhnlicher Höhe und Formschönheit.                                                       | Stiel-Eiche | 431.20-13 |
| BW   | Luthereiche (Quercus robur)                             | Viernheim 49° 32′ 11,8″ N, 8° 35′ 7,2″ O  | Aufgrund besonderer Größe und Formschönheit geschützte Stieleiche vor der Kirche der Auferstehungsgemeinde. | Stiel-Eiche | 431.20-17 |
| BW   | Linde auf dem Gelände des Heimatmuseums (Tilia cordata) | Viernheim 49° 32′ 5″ N, 8° 34′ 49,6″ O    | Aufgrund höherem Alters und besonderer Formschönheit geschützte Winterlinde im Hof des Heimatmuseums.       | Winterlinde | 431.20-18 |